# Àfrica Ramírez Olmos
Àfrica Ramírez Olmos (València, 1964) és una editora valenciana. És fundadora i directora de Balandra Edicions. Ha treballat en diversos projectes culturals del món del llibre i a les editorials Gregal, Tabarca Llibres i Tàndem Edicions. Molt vinculada a l'Associació d'Editors del País Valencià, l'any 2019, Àfrica Ramírez en fou elegida presidenta, presidència que ja va ostentar de forma interina des de 2018, i de la que va ser tresorera amb anterioritat.